# Владимир Јерковић
Владимир Јерковић (Сомбор, 23. мај 1979) српски је уредник, приређивач, преводилац и аутор бројних издања.

## Књижевни рад
Уредио је већи број симпозијумских зборника посвећених савременом књижевном стваралаштву наших књижевних стваралаца попут академика Мира Вуксановића, Давида Албахарија, Михајла Пантића и бројних других аутора. Уредник је преко 50 збирки прича, песама, романа, монографија, библиографија и писац је сценарија за више документарних филмова попут филма Вук и Сомборци, Од Алтернативе до слободног краљевског града итд. Приређивач је различитих издања међу којима се издвајају Историја Сомбора — град кроз векове и Наша болесна култура. Уредник је и издавач филозофског списа песника Лазе Костића под називом Основно начело, као и тог издања у преводу на енглески језик. Коаутор је књиге Алтернатива, Повеља, Статут — нормативни оквир сомборске локалне самоуправе у периоду 1749—1918.

## Преводи
Превео је део историје Града Сомбора на енглески језик, а на српски језик са колегом је превео два капитална дела оснивача прве катедре за социологију у САД Албиона В. Смола под називима Адам Смит и модерна социологија и Између Ера: од капитализма до демократије. Архивирано на веб-сајту  (2. јул 2018) Реч је о првим и јединим преводима ових дела на неке од језика BHSC.

## Биографија
Учествовао је у више пројеката, објавио је око 30 научних радова, истраживања, приказа и других чланака у домаћим и страним часописима и учесник је бројних научно-стручних конференција у областима библиотекарства, социологије, културе и образовања. Владимир Јерковић је докторирао на Филолошком факултету у Београду. Студирао је и завршио студије при Универзитету у Новом Саду и Универзитету у Новом Пазару. Специјализирао је социологију образовања на катедри за социологију Филозофског факултета у Новом Саду као и дидактичко-методичке науке при Педагошком факултету у Сомбору. Будући да је дипломирани филолог за енглески језик и књижевност, испрва је радио као наставник енглеског језика, а потом 5 година био директор сомборске библиотеке; иницијатор је, уводничар, предавач и учесник у већем броју различитих културних догађаја, трибина и манифестација. Изучава завичајну периодику, нарочиту ону намењену буњевачкој популацији, и бави се сачињавањем библиографија. Оснивач је огранка Вукове задужбине у Сомбору, сарадник Матице српске у Новом Саду, на пројекту Вук и Сомборци остварио је сарадњу са САНУ у Београду. Члан је Српског социолошког друштва и Библиотекарског друштва Србије. Био је председник Организационог одбора за прославу 170 година од настанка Српске читаонице Лаза Костић у Сомбору. Био је стални члан жирија за доделу признања лауреатима манифестација: Вељкови дани, Венац Лазе Костића и  Подунавски дани Јаноша Херцега, те члан уредништва Часописа за културу Домети.